# Henson Recording Studios
Henson Recording Studios — американська студія звукозапису, заснована 2000 року. Раніше в приміщені студії на Ла-Брі-авеню в Лос-Анджелесі знаходилися Chaplin Studios (з 1917 року) та A&M Studios (з 1968 року).

## Історія
Студія була заснована 1917 року на Ла-Брі-авеню в Лос-Анджелесі, США. Її власником був Чарлі Чаплін, а сама студія мала назву Chaplin Studios.
1966 року приміщення викупили власники звукозаписувальної компанії A&M Records Герб Алперт та Джеррі Мосс. Компанія, що до цього розташовувалася в гаражі Алперта, перевезла сюди свою штаб-квартиру із 30 співробітниками, а також облаштувала комплекс студій звукозапису. 1968 року студію було відкрито під назвою A&M Studios, а першим альбомом, що в ній було записано, став The Fool on the Hill Серджіо Мендеса та Brasil 66. Протягом 1970-1980-х років тут записувалося безліч виконавців, серед яких U2, Прінс, Квінсі Джонс, Біллі Престон, Supertramp, Шер, Kiss, Філ Коллінз, Діонн Ворвік та Стіві Вандер.
1989 року A&M Records викупила компанія Polygram, прроте Алперт та Мосс залишалися керувати студією та лейблом до 1993 року. Протягом 1990-х тут записувалися Black Sabbath, Soundgarden, Wendy & Lisa, Guns N' Roses, Metallica, Stone Temple Pilots, Ді Енджело, Джанет Джексон та інші.
Своєю чергою 1998 року Polygram стала частиною мейджор-лейблу Universal Music Group, і за рік було вирішено закрити відділення на Ла-Брі-авеню. В результаті приміщення придбала медіакомпанія The Jim Henson Company і 2000 року відкрила студію під назвою Henson Recording Studios. Серед гуртів та виконавців, які записували свої альбоми у студії Hanson Recording — Пол Маккартні, Оззі Осборн, Korn, Гвен Стефані, The Rolling Stones, Audioslave, Cheap Trick, Аліша Кіс, Мерая Кері, Bon Jovi та десятки інших.